# Aktionszentrum (Meteorologie)
Aktionszentren werden in der Meteorologie Hoch- und Tiefdruckgebiete genannt, die über einem bestimmten Gebiet der Erdoberfläche häufig auftreten und für das Wettergeschehen eines größeren Raumes kennzeichnend sind. Ihre Häufigkeit und damit der Grad der Wetterbeeinflussung unterliegt jahreszeitlichen Schwankungen.
Für Mitteleuropa typische Aktionszentren sind Azorenhoch, Islandtief, Mittelmeertief und kontinentales Russlandhoch, außerhalb Europas zum Beispiel das Aleutentief.

Beispiele
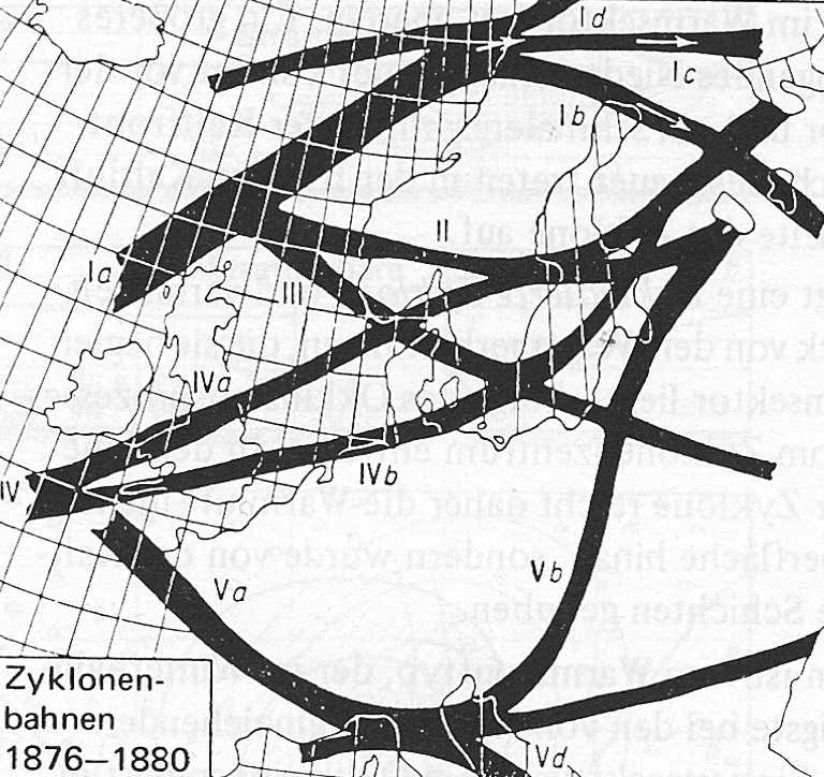
Zugstraßen der Atlantiktiefs über Europa nach Bebber (Klassifikation der Großwetterlage)
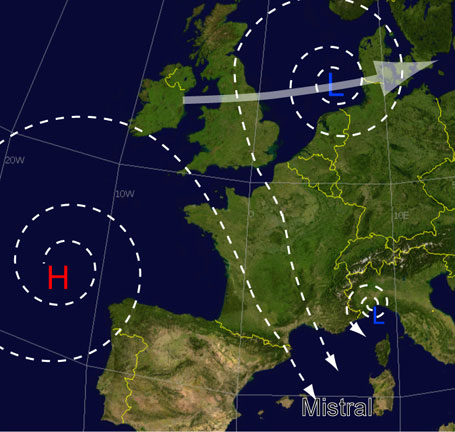
Ein Azorenhoch und ein Tief über dem Baltikum führen zu einem Einbruch polarer Kaltluft in den Mittelmeerraum: Mistral
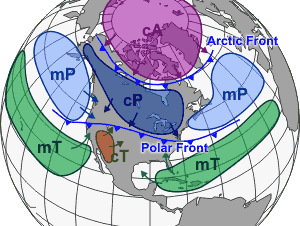
Wetterbestimmende Luftmassen Nordamerikas
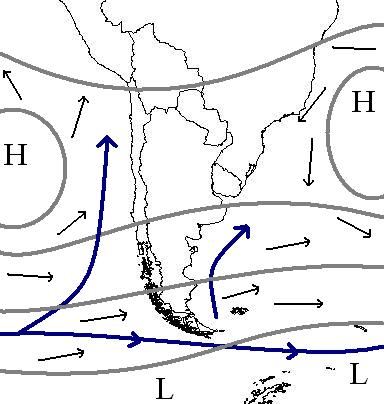
Osterinselhoch (Südpazifikhoch), Südatlantikhoch und zirkumantarktischer Westwindgürtel verursachen das Trockenklima Chiles